# Kalanchoe curvula
Kalanchoe curvula är en fetbladsväxtart som beskrevs av Descoings. Kalanchoe curvula ingår i släktet Kalanchoe och familjen fetbladsväxter. Inga underarter finns listade i Catalogue of Life.